# Extrêmement haute fréquence
On appelle extrêmement haute fréquence (EHF), extremely high frequency en anglais, la bande de radiofréquences qui s'étend de 30 à 300 GHz  (longueur d'onde de 1 cm à 1 mm). Les EHF font partie des micro-ondes.

## Utilisations publiques
Les matériels utilisés par le public dans ces fréquences ont des assignations spécifiques :
| Fréquence en GHz  | Utilisation                                                                                         |
| ----------------- | --------------------------------------------------------------------------------------------------- |
| 29,600 à 31,000   | Radars K-band, armée, société, presse, ambassade, organisation diverse                              |
| 31,000 à 31,300   | Réseaux privés: armée, société, presse, ambassade, organisation diverse                             |
| 31,300 à 36,000   | Radio localisations, Radioastronomie, exploration de la terre par satellite, recherche              |
| 36,000 à 37,000   | Satellites, armée, société, presse, ambassade, organisation diverse                                 |
| 37,000 à 37,884   | Réseaux privés: Faisceaux Hertziens Professionnels, Satellites, Militaires, Police                  |
| 37,884 à 38,220   | Liaisons vidéo transportables privés                                                                |
| 38,220 à 39,144   | Réseaux privés: Faisceaux Hertziens Professionnels, Satellites, Militaires, Police                  |
| 39,144 à 39,480   | Liaisons vidéo transportables privés                                                                |
| 39,480 à 39,500   | Réseaux privés: Faisceaux Hertziens Professionnels, Satellites, Militaires, Police                  |
| 39,500 à 40,500   | armée, société, presse, ambassade, organisation diverse par satellites,                             |
| 40,500 à 42,500   | Systèmes Radiodiffusions Numériques par satellites, armée, société, ambassade, organisation diverse |
| 42,500 à 47,000   | Satellite/aéronautique/maritime, armée, société, presse, ambassade, organisation diverse            |
| 47,000 à 47,088   | Radioamateurs exclusif                                                                              |
| 47,088            | Fréquence d’appel radioamateurs                                                                     |
| 47,088 à 47,0888  | Radioamateurs exclusif                                                                              |
| 47,0888à 47,089   | Balises radioamateurs exclusif                                                                      |
| 47,089 à 47,200   | Radioamateurs exclusif                                                                              |
| 47,200 à 52,000   | Satellite de télécommunications, armée, société, presse, ambassade, organisation diverse            |
| 52,000 à 54,250   | Interconnexion entre satellites, armée, société, presse, ambassade, organisation diverse            |
| 54,250 à 58,200   | Recherche spatiale                                                                                  |
| 58,200 à 59,000   | Interconnexion entre satellites, Radio astronomie, exploration de la terre par satellite, recherche |
| 59,000 à 63,000   | armée, société, presse, ambassade, organisation diverse; spatiale                                   |
| 63,000 à 64,000   | système d’information routière et organisation diverse                                              |
| 64,000 à 66,000   | Satellite/aéronautique/maritime, Radioastronomie, exploration de la terre par satellite, recherche  |
| 66,000 à 71,000   | armée, société, presse, ambassade, organisation diverse                                             |
| 71,000 à 75,500   | Radiodiffusion par satellites, armée, société, presse, ambassade, organisation diverse              |
| 75,500 à 76,000   | Radioamateurs exclusif                                                                              |
| 76,000 à 77,000   | Système d’information routière P : 400W, Radars anticollision pour automobiles et radioamateurs     |
| 77,000 à 81,000   | Radioamateurs                                                                                       |
| 81,000 à 86,000   | Radioastronomie et recherche spatiale, armée, société, presse, ambassade, organisation diverse      |
| 86,000 à 92,000   | Satellite de télécommunications, Radioastronomie, exploration de la terre par satellite, recherche  |
| 92,000 à 95,000   | Satellite/aéronautique/maritime, armée, société, presse, ambassade, organisation diverse            |
| 95,000 à 101,000  | Recherche spatiale, armée, société, presse, ambassade, organisation diverse                         |
| 101,000 à 102,000 | Satellite de télécommunications                                                                     |
| 102,000 à 105,000 | Interconnexion entre satellites, armée, société, presse, ambassade, organisation diverse            |
| 105,000 à 116,000 | Radioastronomie                                                                                     |
| 116,000 à 119,980 | Radioastronomie, exploration de la terre par satellite, inter-satellites, recherche                 |
| 119,980 à 120,020 | Radioamateur et Radioastronomie, exploration de la terre par satellite, inter-satellites, recherche |
| 120,020 à 126,020 | Radioastronomie, exploration de la terre par satellite, inter-satellites, recherche                 |
| 126,020 à 130,000 | Radioastronomie, armée, société, presse, ambassade, organisation diverse                            |
| 130,000 à 140,000 | Radioastronomie et recherche spatiale, armée, société, presse, ambassade, organisation diverse      |
| 140,000 à 142,000 | Interconnexion entre satellites, armée, société, presse, ambassade, organisation diverse            |
| 142,000 à 144,000 | Radioamateur                                                                                        |
| 144,000 à 149,000 | Radiolocalisation, Radioamateurs                                                                    |
| 149,000 à 150,000 | Satellite/aéronautique/maritime, armée, société, presse, ambassade, organisation diverse            |
| 150,000 à 152,000 | Satellite de télécommunications, Radioastronomie, exploration de la terre par satellite, recherche  |
| 152,000 à 170,000 | armée, société, presse, ambassade, organisation diverse                                             |
| 170,000 à 182,000 | Interconnexion entre satellites, armée, société, presse, ambassade, organisation diverse            |
| 182,000 à 185,000 | Radioastronomie et recherche spatiale                                                               |
| 185,000 à 190,000 | Interconnexion entre satellites, armée, société, presse, ambassade, organisation diverse            |
| 190,000 à 200,000 | Satellite en aéronautique, maritime, armée, société, presse, ambassade, organisation diverse        |
| 200,000 à 220,000 | Armée, société, presse, ambassade, organisation diverse                                             |
| 220,000 à 230,000 | Satellite de télécommunications                                                                     |
| 230,000 à 241,000 | Radioastronomie et recherche spatiale                                                               |
| 241,000 à 248,000 | Radiolocalisation, et bande radioamateurs                                                           |
| 248,000 à 250,000 | Bande radioamateurs exclusif                                                                        |
| 250,000 à 252,000 | Exploration de la Terre par satellite                                                               |
| 252,000 à 265,000 | Satellite/aéronautique/maritime                                                                     |
| 265,000 à 275,000 | Satellite de télécommunications, armée, société, presse, ambassade, organisation diverse            |
| 275,000 à 300,000 | Magnétrons gyrotrons klystrons et Recherche                                                         |

## Les antennes

Relais par satellite

Les antennes les plus utilisées sur cette bande :
- Antenne cornet
- Antenne losange de petite taille
- Antenne parabolique
- Réseaux d'antennes
- Antenne colinéaire
- Antenne ground plane
- Antenne fouet
- Antenne dipolaire ou dipôle
- Antenne dièdre

## La propagation locale

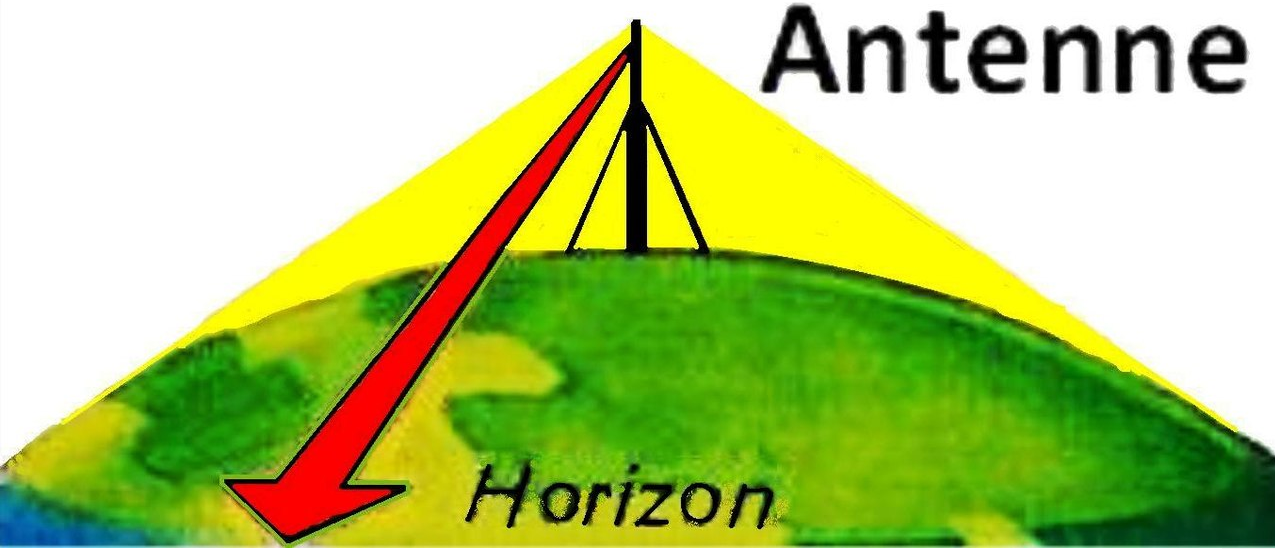
Propagation locale sur la bande EHF.

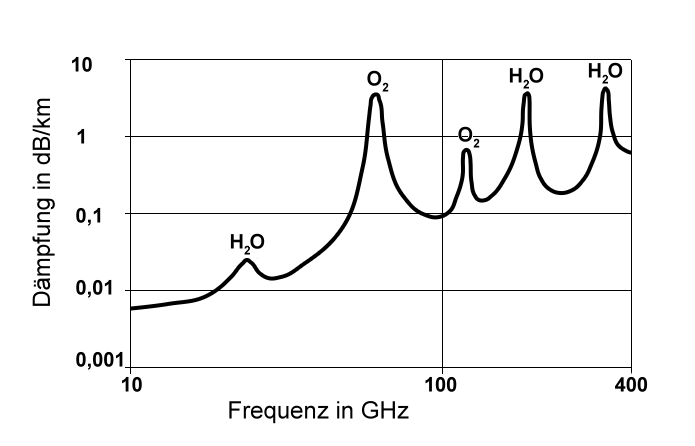
L'atténuation atmosphérique en dB/km en fonction de la fréquence dans la bande EHF. Des pics d'absorption à des fréquences spécifiques sont un problème, à cause de constituants de l'atmosphère tels que l'oxygène, la vapeur d'eau (H_{2}O) et le dioxyde de carbone.

La propagation est dans une zone de réception directe (quelques kilomètres) en partant de l’émetteur. 
- La propagation est comparable à celle d’un rayon lumineux.
- Les obstacles sur le sol prennent une grande importance.

## La propagation au-delà de l’horizon
Cependant on observe des réceptions sporadiques à grande distance :
- Très bonnes réflexions sur les aéronefs vers toutes les stations  en vue directe de cet aéronef.
- Très bonnes réflexions sur des bâtiments vers toutes les stations en vue directe de ces bâtiments: (Tour Eiffel, Tour Montparnasse etc.…
- Réflexion volontaire sur la lune vers tous pays en vue directe de cet astre (sans couverture nuageuse).